# Giacomo Durando

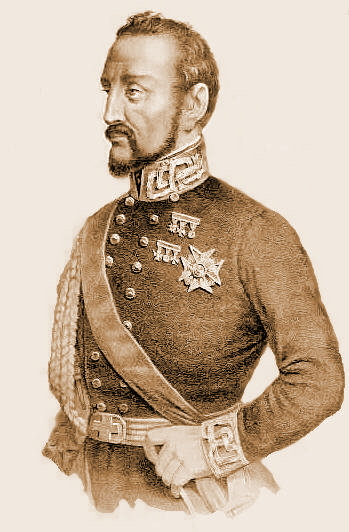
Giacomo Durando

Giacomo Durando (* 4. Februar 1807 in Mondovì; † 21. August 1894 in Rom) war ein italienischer General und Staatsmann.

## Leben
Er studierte in Turin Jura und wandte sich der Advokatur zu. Mit Anfossi, Brofferio u. a. Teilnehmer an einem politischen Komplott, flüchtete er 1831 in die Schweiz, dann über Frankreich nach Belgien. Hier traten er und sein Bruder Giovanni in die Fremdenlegion des Achille Murat ein, kämpfte seit 1832 in Portugal gegen Dom Miguel mit großer Auszeichnung und ging mit seinem Bruder 1835 nach Spanien, um gegen die Karlisten zu fechten.
Zum Oberst aufgerückt, blieb er bis 1843 auf der Pyrenäischen Halbinsel. Als eine Frucht seines dortigen Aufenthalts veröffentlichte er die Schrift "De la réunion de la péninsule ibérique par une alliance entre les dynasties d'Espagne et de Portugal" (Marseille 1844).
Als er bald darauf nach Piemont zurückkehrte, wurde ihm von der Polizei Mondovì als Aufenthaltsort angewiesen. Dort verfasste er die Schrift "Della nazionalità italiana" (Paris 1846), die den Gedanken einer einheitlichen Gestaltung Italiens unter einem konstitutionellen Regiment so anschaulich darlegte, dass sie in allen Kreisen Eingang fand und in wenigen Wochen sieben Auflagen erlebte.
Dem Verfasser, der sich zur Herausgabe nach Paris begeben hatte, verschloss dieselbe freilich fürs Erste den heimatlichen Boden. Erst beim Beginn der italienischen Bewegung 1847 kehrte Durando nach Piemont zurück, wurde Mitarbeiter an dem neu gegründeten Journal "L'Opinione" und überreichte mit Eavour, Santa Rosa und Brofferio dem König Albert das Gesuch um eine Konstitution.
1848 führte er als Generalleutnant die Freiwilligenkorps im Norden der Lombardei und war in der Schlacht von Novara Adjutant des Königs Karl Albert. Unter Viktor Emanuel II. hielt Durando treu zu der nationalen Partei, schloss sich an Cavour an und übernahm, als Lamarmora mit dem piemontesischen Hilfskorps nach der Krim zog, 31. Mai 1855 das Kriegsministerium, musste indes nach Beendigung des Feldzugs La Marmora wieder Platz machen. Seit 1856 sardinischer Gesandter in Konstantinopel, wusste er die Pforte 1861 zu einem vorteilhaften Vertrag mit Italien zu bewegen, welcher zugleich die Anerkennung des Königreichs in sich schloss.
Im Kabinett Rattazzi I (vom März bis Dezember 1862) verwaltete er das auswärtige Ministerium. Seit 1860 Senator des Königreichs, wurde er 1861 zum General der Armee und zum Präsidenten des obersten militärischen Gerichtshofs ernannt. 1884 ward er Präsident des Senats.